# Bồ câu cổ khoang châu Phi
Bồ câu cổ khoang châu Phi, tên khoa học Streptopelia roseogrisea, là một loài chim trong họ Bồ câu.
Loài sinh sống ở vùng khô hạn châu Phi phía nam Sahara và kéo dài một dải về bên phải qua lục địa này đến tận phía nam Arabia. Thân thường dài 26 cm. Chúng có bộ nhiễm sắc thể lưỡng bội 2n là 78.

## Hình ảnh

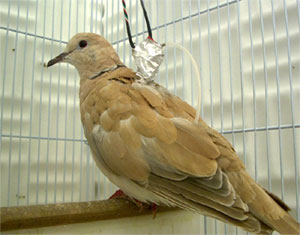
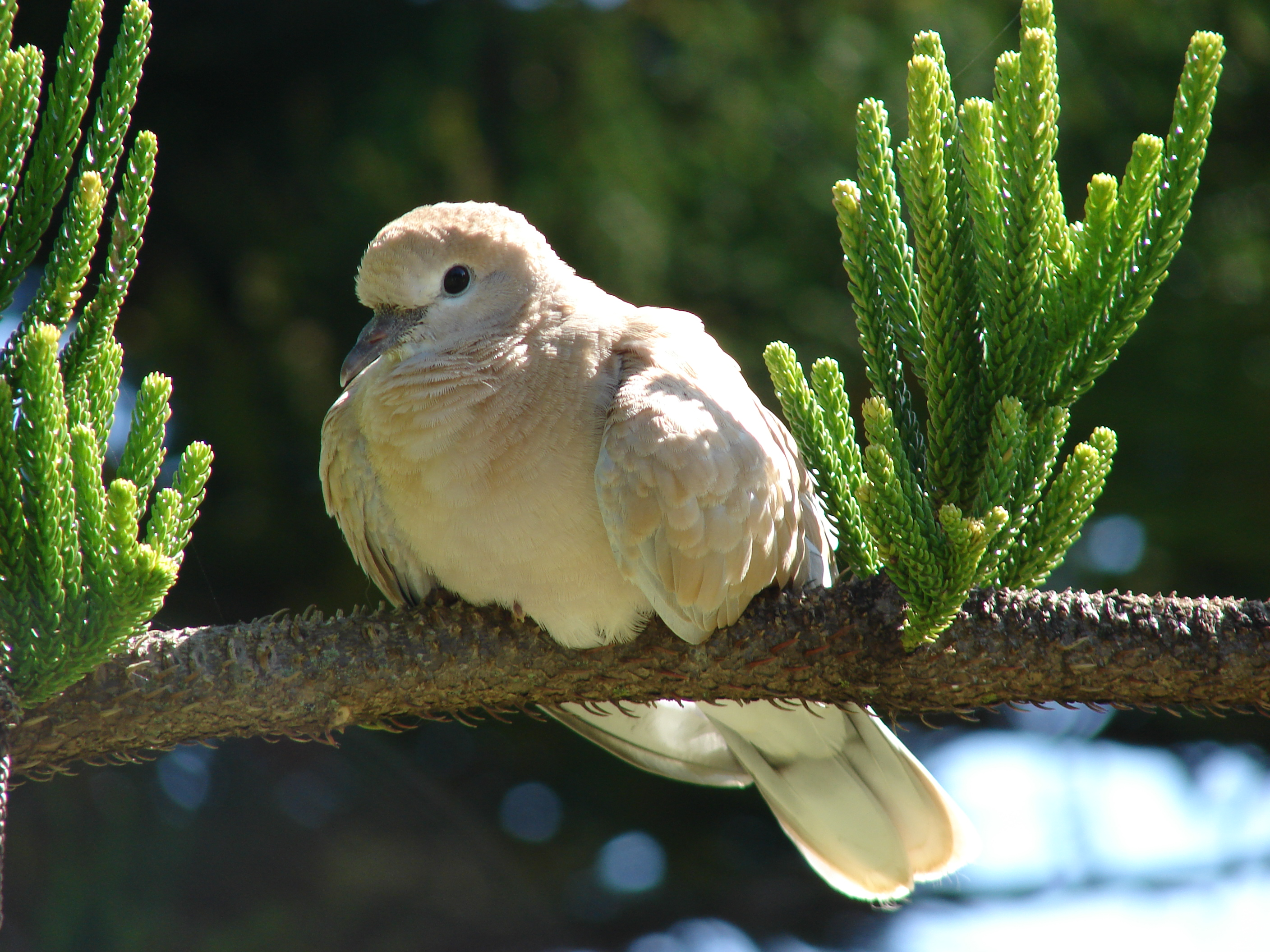

## Tham khảo

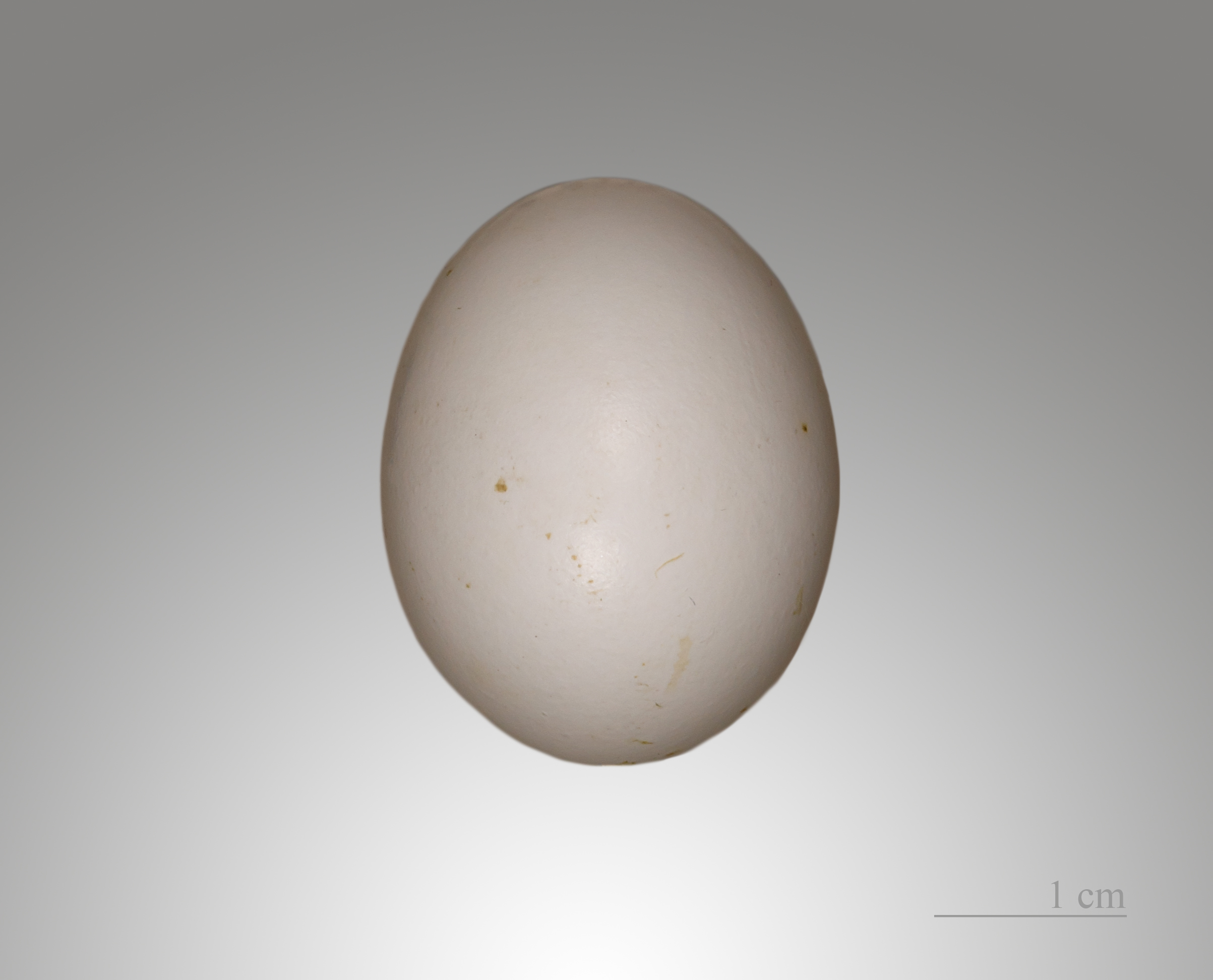
Trứng của Streptopelia roseogrisea